# St-Cannat (Marseille)

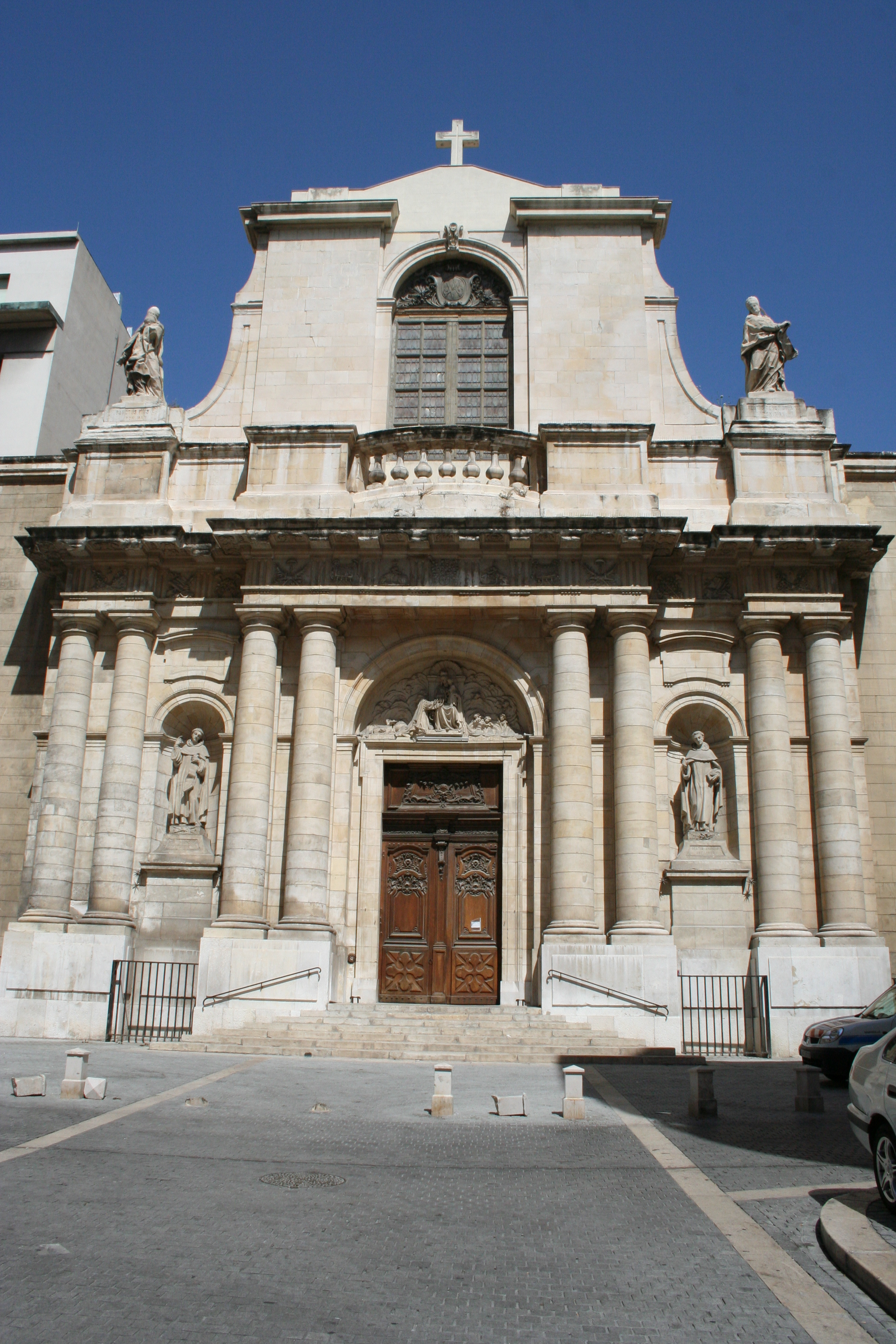
St-Cannat (Marseille)

Die Kirche Saint-Cannat (auch: Saint-Canat les Prêcheurs) ist eine römisch-katholische Kirche in der südfranzösischen Stadt Marseille. Das Gebäude steht seit 1926 als Monument historique unter Denkmalschutz.

## Lage und Patrozinium
Die Kirche befindet sich im 1. Arrondissement unweit von dem Alten Hafen im Stadtviertel Belsunce. Die Fassade befindet sich am Place des Prêcheurs. Die Kirche ist seit 1802 zu Ehren des heiligen Cannatus von Marseille geweiht, der im 5. Jahrhundert Bischof von Marseille war.

## Geschichte

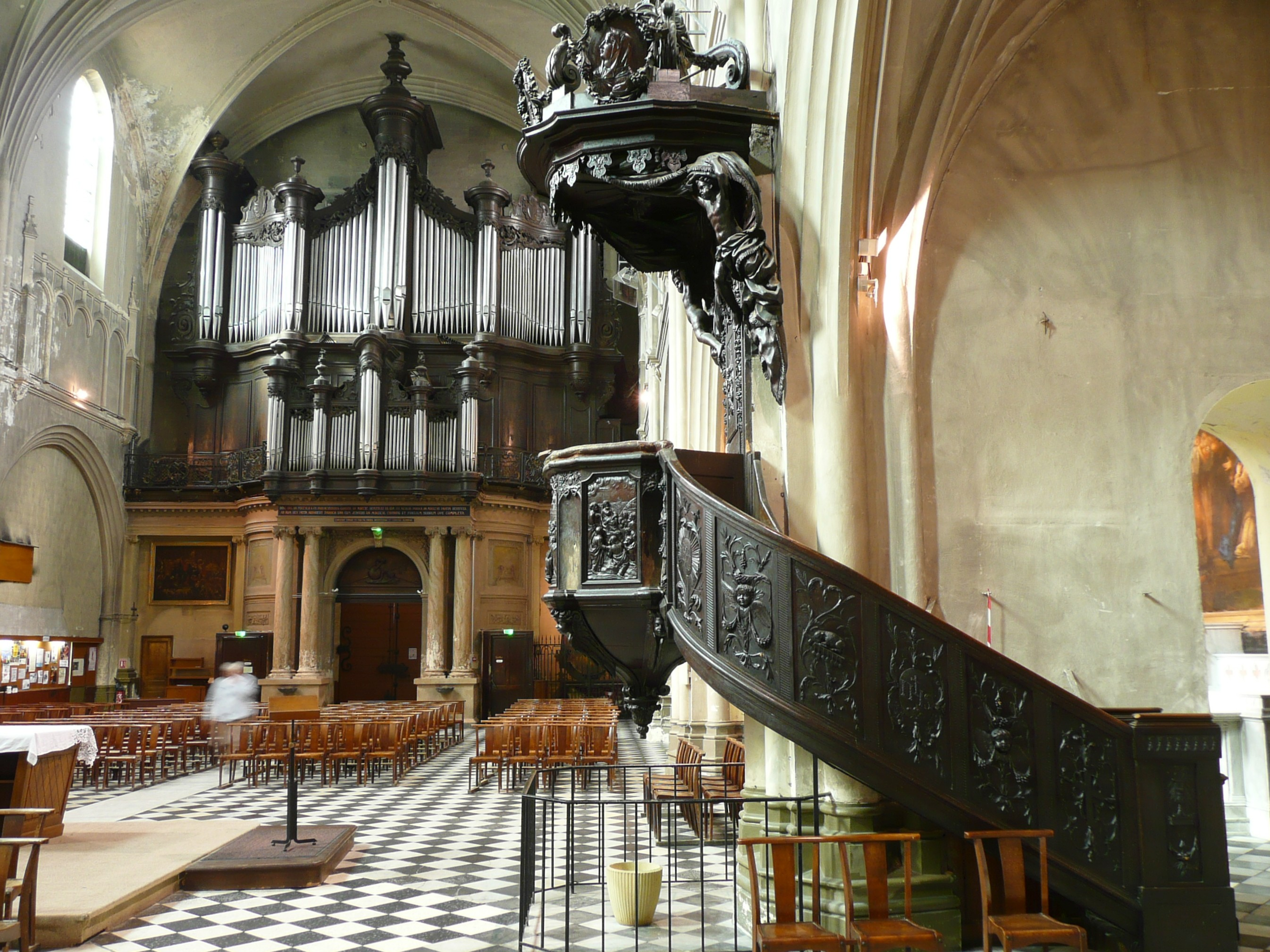
St-Cannat (Marseille) Orgel und Kanzel

Die seit dem 13. Jahrhundert in Marseille angesiedelten Dominikaner (französisch auch: Prêcheurs) bauten von 1526 bis 1619 die Kirche im provenzalisch-gotischen Stil. Von der im 1739 errichteten Fassade musste 1926 der oberste Teil aus Sicherheitsgründen abgenommen werden. 1865 wurde die Kirche restauriert.

## Fassade
Den Giebel über dem Eingang füllt ein Flachrelief, das die Überreichung des Rosenkranzes an den heiligen Dominikus darstellt. Links und rechts davon stehen die Statuen der Dominikaner Andreas Abellon und Vinzenz Ferrer, darüber die der Dominikanerpäpste Benedikt XI. und Pius V. (von Antoine Duparc 1698–1755).

## Ausstattung
Grundriss mit Legende

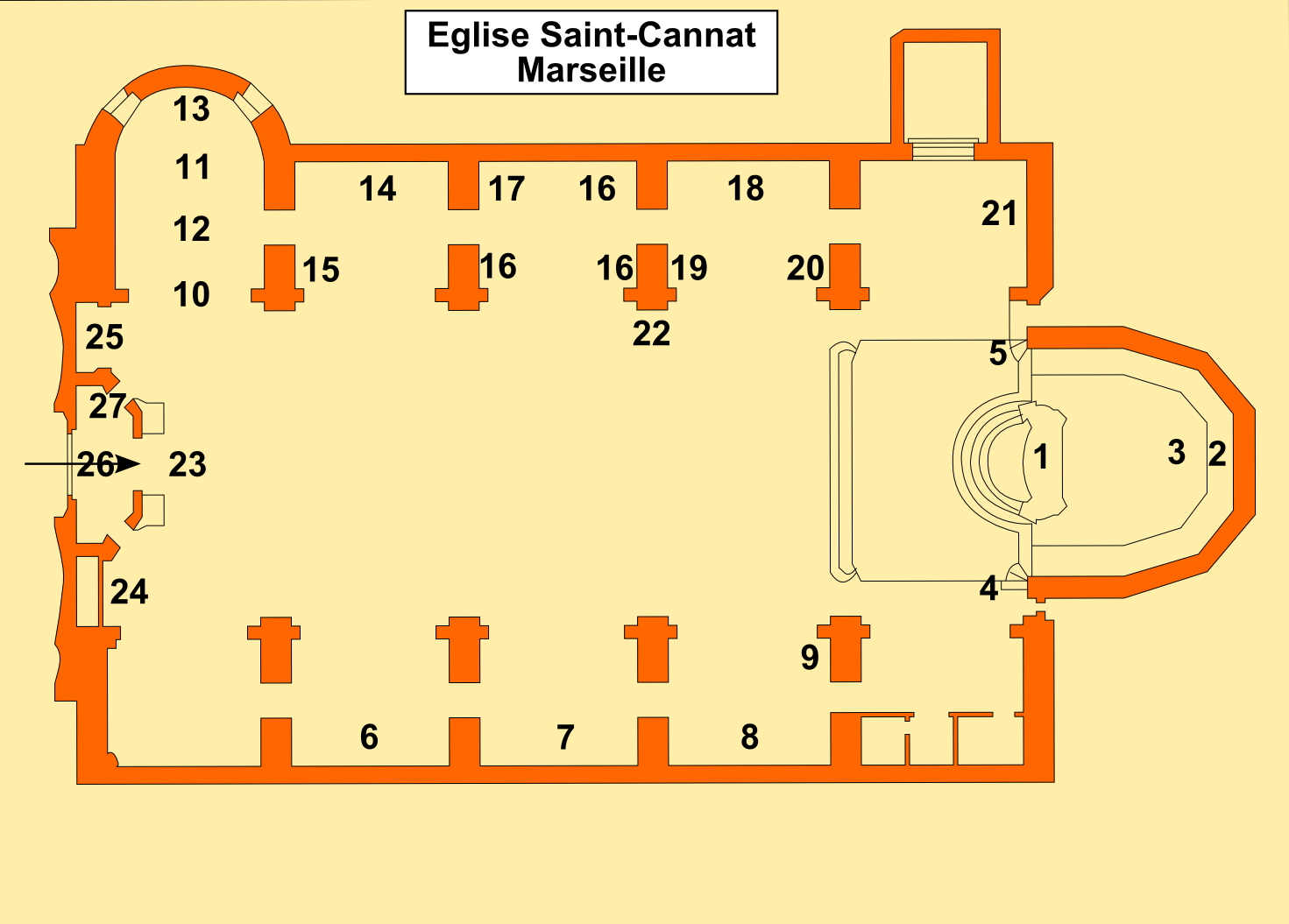
St-Cannat (Marseille)

- 1: Hochaltar von Dominique Fossaty (1710–1792)
- 2: Gemälde von Pierre Bernard (1704–1777) „Maria Frieden“
- 3: Chororgel von François Mader (1886)
- 4: Canatus von Marseille (Statue)
- 5: Dominikus (Statue)
- 6: Gemälde von Bronzet dem Älteren „Rosenkranzmadonna“ (18. Jahrhundert)
- 7: Gemälde von Michel Serre (1658–1733) „Maria mit Kind und Fegefeuer“
- 8: Gemälde « Vision Papst Pius V. während der Seeschlacht von Lepanto »
- 9: Statue der Therese von Lisieux von François Carli (1872–1957)
- 10: Gitter des Baptisteriums
- 11: Taufbecken
- 12: Statue Unserer Lieben Frau vom Berge Karmel
- 13: Gemälde von Pierre Parrocel « Taufe Jesu »
- 14: Liegende Grabfigur Christi von Simon (1860)
- 15: Gemälde von Jean-Baptiste de Faudran (1611–1669) „Vision des heiligen Benedikt“
- 16: Täfelung
- 17: Gemälde „Mariä Reinigung“
- 18: Gemälde „Tod des Josef“ von Jean-François Reisson (1829–1860)
- 19: Gemälde „Vision des heiligen Benedikt“
- 20: Statue von Anna mit Maria
- 21: Cannatus-Altar
- 22: Kanzel von Antoine Duparc (1695)
- 23: Flachrelief
- 24: Gemälde von Jean Jouvenet „Christus vertreibt die Geldwechsler aus dem Tempel“
- 25: Cäcilien-Altar
- 26: Emporen-Orgel (1747) von Jean Esprit Isnard (nicht mehr bespielbar)
- 27: Kunstschmiedearbeiten auf der Empore